# Cyclostrema cingulatum
Cyclostrema cingulatum là một loài ốc biển, là động vật thân mềm chân bụng sống ở biển thuộc họ Liotiidae.

## Hình ảnh

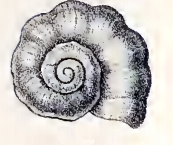